# Why Can't This Be Love
Why Can't This Be Love è una canzone del gruppo musicale statunitense Van Halen, pubblicata come singolo di lancio dell'album 5150, il primo registrato dalla band con il cantante Sammy Hagar, che aveva sostituito David Lee Roth nel tardo 1985. Il singolo venne pubblicato nel febbraio 1986 e anticipò di un mese l'uscita dell'album.
La canzone arrivò al terzo posto della Billboard Hot 100, aiutando 5150 a diventare il primo disco dei Van Halen capace di raggiungere la vetta della classifica degli album più venduti.

## Storia
Il brano prosegue sulla scia musicale tracciata dal gruppo con il precedente lavoro 1984, ed è caratterizzato da un massiccio utilizzo di tastiera eseguito da Eddie van Halen su una Oberheim OB-8,
Durante i tour promozionali di 5150 e OU812, Eddie van Halen suonò le parti di tastiera (utilizzando una Kurzweil K250 o una Yamaha DX-7 collegate via MIDI a una OB-8 dietro le quinte) mentre Sammy Hagar eseguiva le parti di chitarra e l'assolo. Dal  For Unlawful Carnal Knowledge Tour, Eddie assunse le parti di chitarra e le tastiere vennero sequenziate dietro le quinte. Durante il Balance Ambulance Tour, la seconda strofa della canzone venne cantata da Michael Anthony e Eddie van Halen. I due continuarono a fare la stessa cosa nei tour del 1998 e del 2004.
Un episodio della quinta stagione della serie televisiva canadese Degrassi: The Next Generation, che è nota per intitolare ogni suo episodio con il nome di una famosa canzone degli anni ottanta, nella versione originale prende il titolo proprio da Why Can't This Be Love.

## Tracce
7" Single Warner Bros. 928-740-7
1. Why Can't This Be Love – 3:45
2. Get Up – 4:35

12" Single Warner Bros. 920-463-0
1. Why Can't This Be Love (Extended Remix) – 5:00
2. Get Up – 4:35

## Formazione
- Sammy Hagar – voce
- Eddie van Halen – chitarra, tastiere, cori
- Michael Anthony – basso, cori
- Alex van Halen – batteria

## Classifiche
| Classifica (1986)             | Posizione massima |
| ----------------------------- | ----------------- |
| Australia                     | 8                 |
| Canada                        | 13                |
| Finlandia                     | 14                |
| Germania                      | 8                 |
| Irlanda                       | 8                 |
| Nuova Zelanda                 | 32                |
| Paesi Bassi                   | 15                |
| Regno Unito                   | 8                 |
| Stati Uniti                   | 3                 |
| Stati Uniti (mainstream rock) | 1                 |
| Svezia                        | 11                |